# Cabana Omu
Situată pe vârful Omu, cel mai înalt vârf al Munților Bucegi,  Cabana Omu este cabana plasată la cea mai mare înălțime în Carpați (2505 m). Alături de cabană, se află Stația meteorologică Vârful Omu, aceasta fiind cel mai înalt punct locuit permanent din România.
Cabana Omu  este prima cabană de piatră construită în munții Bucegi (3 septembrie 1888). Cabana este situată pe teritoriul județului Prahova și este inchisă în timpul iernii.

## Istoric
Prima construcție pare a fi cea ridicată în 1888 de către Siebenbürgischer Karpaten Verein (SKV). Inaugurarea a avut loc la 2 septembrie iar cabana a fost cunoscută sub numele de "Casă de piatră de la vîrful Omul". 
În anul 1900 este construită o a două cabană, din lemn, de către Societatea Carpatină Sinaia. Cele două construcții funcționează o perioadă simultan. 
În octombrie 1911 cabana de lemn este distrusă de un incendiu. Anul următor, în 1912, Societatea Carpatină Sinaia hotărăște refacerea cabanei dar acțiunea rămîne doar în proiect. Planurile sunt preluate de către Societatea Turiștilor din România (STR). Nici această asociație nu reușește să materializeze proiectul. 
În 1924, Hanul Drumeților, grupare constituită de câțiva foști membri ai STR, începe realizarea elementelor unei cabane pe care intenționau să o boteze Casa Zorilor. Acestea sunt făcute în curtea Fabricii de Hârtie a fraților Schiel din Bușteni urmând apoi să fie urcate cu telefericul pe muntele Piatra Arsă și, de aici, transportate pe vîrful Omul. Hanul Drumeților nu a putut duce până la capăt construcția, societatea dizolvându-se în 1925. În același an lucrarea este preluată de Turing Clubul României care începe asamblarea cabanei în luna septembrie. 
În ianuarie 1926 construcția era deja ridicată pe vîrf. Inaugurarea oficială a avut loc la 7 august 1926. Între 1936 și 1937 au loc lucrări de extindere, rezultatul fiind clădirea care se păstrează aproximativ în aceeași formă până astăzi.